# شاپرکان جغدی آئدیا
شاپرکان جغدی آئدیا(نام علمی: Aedia) نام یک سرده از تیره شاپرکان جغدی است.